# وحيدة الخالدي
وحيدة الخالدي هي ناشطة فلسطينية في مجال حقوق المرأة. تزوجت من السياسي الفلسطيني حسين فخري الخالدي، وشغلت عضواً مؤسسًا في منظمة النساء الرائدات في جمعية نساء فلسطين العربية في عام 1929، وشغلت منصب الرئيس الأول لها. كان اسمها موجودًا في العديد من العرائض والبرقيات والأنشطة الأخرى في أوائل الثلاثينيات، كما حضرت مؤتمر النساء الشرقيات للدفاع عن فلسطين في القاهرة عام 1938.[بحاجة لمصدر]
ذُكر أن غالبًا من كٌنّ في رواد الحركة النسائية الفلسطينية، كُنّ من فئة النساء المتعلمات حديثًا في الطبقة الوسطى، اللاتي لم يكنّ يرتدين الحجاب وكُنّ يمتلكن تعليمًا غربيًا، لقد ناضلن من أجل تحرير المرأة من أجل المساهمة في نجاح فلسطين الحرة في المستقبل.